# Medeola
Medeola es un género monotípico de plantas bulbosas perteneciente a la familia Liliaceae.  Su única especie: Medeola virginiana L., Sp. Pl.: 339 (1753)., es originaria del este de Norteamérica donde se distribuye por el este de Canadá y Estados Unidos.

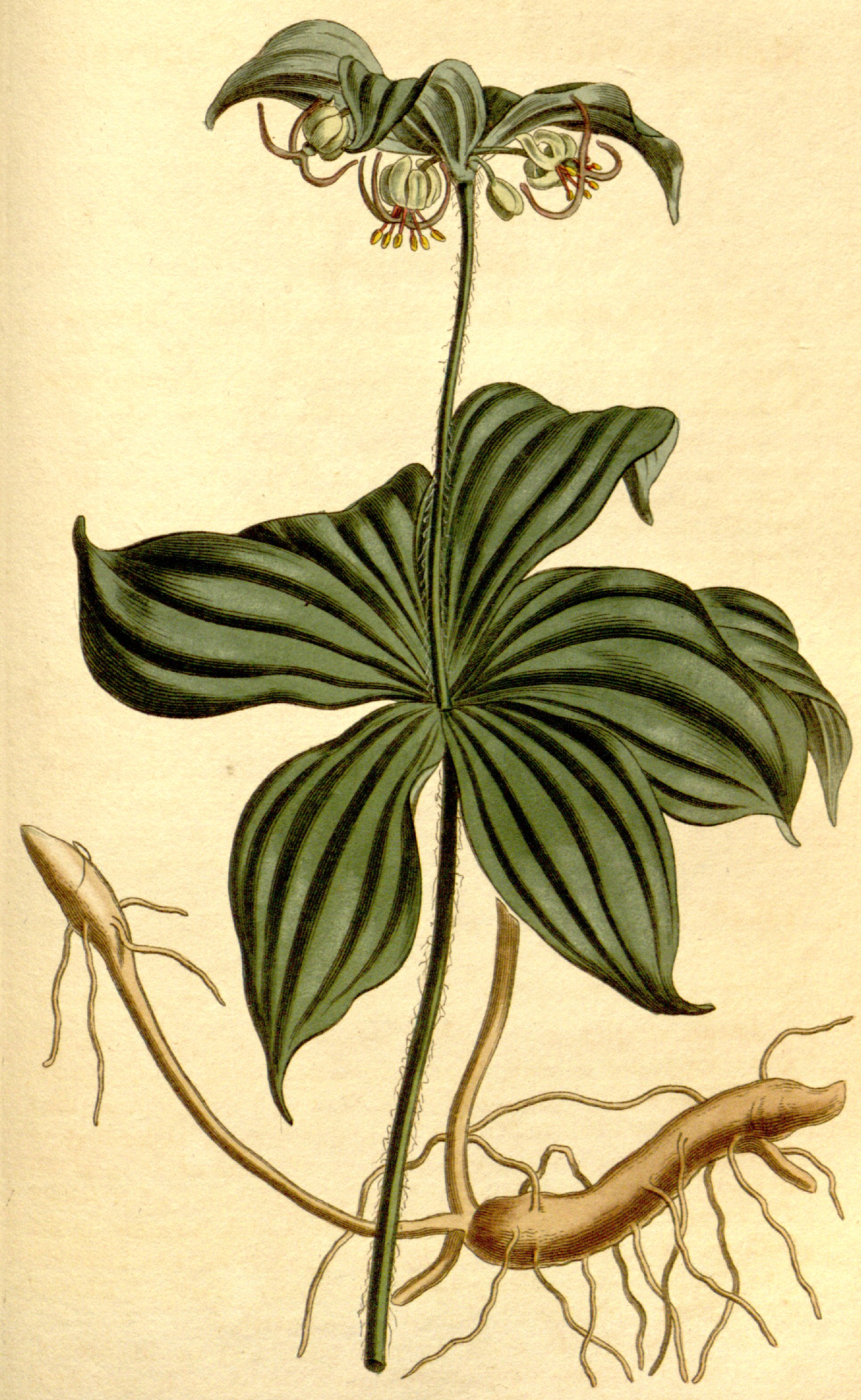
Ilustración

## Descripción
Medeola virginiana es una especie de hierba que alcanza un tamaño de 30 a 90 cm de altura. Tiene un rizoma blanco y carnoso. Su tallo es erecto, con pelo blanco, que desaparece con el tiempo. Sus hojas en verticilos están dispuestas en dos plantas. Tiene un número de flores que van desde 2 a 9. Observable en la primavera, son de color amarillo verdoso. Los frutos son bayas pequeñas de color oscuro de rojo a azul.

## Taxonomía
Medeola virginiana fue descrita por Carlos Linneo y publicado en Species Plantarum 1: 339, en el año 1753.
Sinonimia
- Medeola virginica Christm., Vollst. Pflanzensyst. 6: 389 (1790).
- Medeola verticillifolia Stokes, Bot. Mat. Med. 2: 325 (1812).
- Gyromia virginica (Christm.) Nutt., Gen. N. Amer. Pl. 1: 238 (1818).
- Gyromia virginica var. picta Nutt., Gen. N. Amer. Pl. 1: 238 (1818).
- Gyromia acuminata Raf., Autik. Bot.: 125 (1840).
- Gyromia cuneata Raf., Autik. Bot.: 125 (1840).[1][3]